# Puerto Guzmán
Puerto Guzmán ist eine kolumbianische Gemeinde (municipio) im Departamento de Putumayo.

## Geographie
Puerto Guzmán liegt im Norden von Putumayo etwa 50 km von Mocoa entfernt am Río Caquetá und hat eine Durchschnittstemperatur von 26 bis 28 °C. Die Gemeinde grenzt im Norden an Piamonte im Departamento del Cauca, im Süden an Puerto Leguízamo, im Osten an Curillo, Solita und Solano im Departamento del Caquetá und im Westen an Mocoa, Puerto Caicedo und Puerto Asís.

## Bevölkerung
Nach einer Volkszählung des Departamento Administrativo Nacional de Estadística (DANE) im Jahr 2005, hochgerechnet für das Jahr 2019, hat die Gemeinde 24.355 Einwohner, von denen 5213 im städtischen Teil de Gemeinde (cabecera municipal) leben.
In Puerto Guzmán befinden sich die vier Indianer-Reservate Descanso, Calenturas, Aguaditas und Villacatalina de Puerto Rosario. Zudem gibt es afrokolumbianische Siedlungen.

## Geschichte
Puerto Guzmán wurde 1975 gegründet und erlangte 1994 den Status einer Gemeinde.
Bei Kämpfen zwischen der FARC und den Streitkräften Kolumbiens in einem der Indianer-Reservate kamen am 26. Februar 2012 neun Menschen ums Leben.

## Wirtschaft
Der wichtigste legale Wirtschaftszweig von Puerto Guzmán ist die Rinderzucht und -haltung. Eine wichtige Rolle spielt auch die Subsistenzwirtschaft. Außerdem werden Gold und Erdöl gewonnen, wovon die Bevölkerung aber sehr wenig profitiert.

## Infrastruktur
Puerto Guzmán selbst verfügt über keinen Flughafen, es besteht aber die Möglichkeit, die Gemeinde über die Flughäfen der Nachbargemeinden Puerto Asís und Villagarzón zu erreichen. Die meisten Straßen der Gemeinde befinden sich in einem schlechten Zustand. Eine wichtige Rolle spielt der Schiffsverkehr über den Río Caquetá, der Puerto Guzmán mit Cauca, Caquetá und Puerto Leguízamo verbindet.